# Chiesa di Santa Maria delle Grazie (Castel del Piano)
La chiesa di Santa Maria delle Grazie si trova a Castel del Piano.

## Storia e descrizione
Fu edificata sul luogo di una cappella risalente agli inizi del Cinquecento e ulteriormente ingrandita e ristrutturata fino alla metà del XVIII secolo, mentre la facciata, impostata su due ordini di colonne binate sovrastate da un frontone triangolare spezzato, fu terminata solo nel 1932.
L'interno presenta una tipologia barocca con volte a vela, pilastri e colonne. 

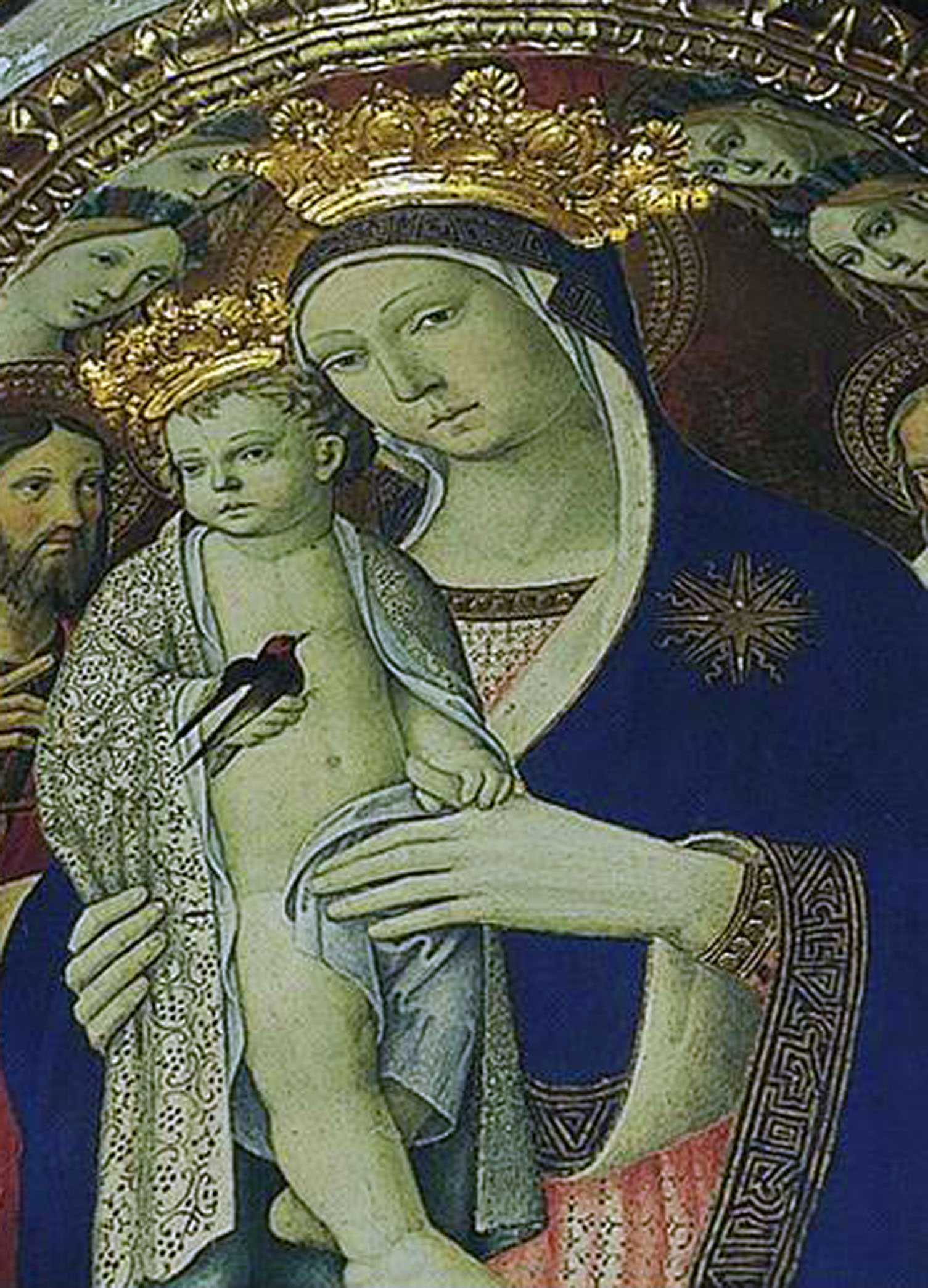
La venerata immagine della Madonna col Bambino

Fra le opere, insieme con la venerata immagine della Madonna col Bambino ispirata alle devote realizzazioni di Sano di Pietro, la Madonna del Carmine di Francesco Nasini (1652), le due tele settecentesche raffiguranti l'Annunciazione, il coro ligneo, elegante opera con ornati a intarsio (1852) e lo scenografico apparato barocco dell'altare maggiore in stucco dipinto a finto marmo.
Ultima curiosità: sul portone è scolpito un "simbolo massonico" (un compasso) inserito nello stemma che dovrebbe appartenere alla famiglia Maestripieri.